# (10141) Gotenba
(10141) Gotenba est un astéroïde de la ceinture principale.

## Description
(10141) Gotenba est un astéroïde de la ceinture principale. Il fut découvert le 5 novembre 1993 à Kiyosato par Satoru Ōtomo. Il présente une orbite caractérisée par un demi-grand axe de 2,61 UA, une excentricité de 0,18 et une inclinaison de 13,6° par rapport à l'écliptique.

## Compléments